# William Montgomery Watt

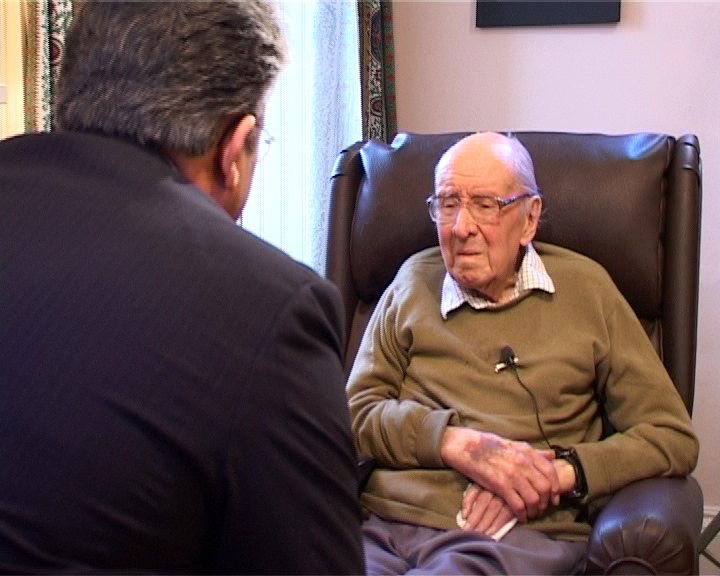
William Montgomery Watt

William Montgomery Watt (* 14. März 1909 in Ceres; † 24. Oktober 2006 in Edinburgh) war ein schottischer Islamwissenschaftler. Einige seiner über dreißig Bücher sind zu Standardwerken der Islamwissenschaft geworden.

## Leben
Watt studierte in Edinburgh, Jena und am Balliol College in Oxford. Er war an der Universität Edinburgh von 1934 bis 1938 Assistant Lecturer in Moralphilosophie, von 1946 bis 1947 Lecturer in antiker Philosophie und von 1947 bis 1964 aufeinanderfolgend Lecturer, Senior Lecturer und schließlich Reader für Arabisch. 1964 wurde er  Professor an der Universität Edinburgh. Dort lehrte er bis zu seiner Emeritierung im Jahre 1979. Watt war Mitglied der Iona Community.

## Die Kritik von Patricia Crone
In seinen Büchern über den Propheten Mohammed vertrat Watt die Auffassung, dass der Aufstieg Mekkas zu einem internationalen Handelszentrum Anfang des 7. Jahrhunderts indirekt an der Entstehung des Islams beteiligt war. Die durch diese Entwicklung eingeleitete Entsolidarisierung unter den Quraisch, dem herrschenden Stamm der Stadt, habe es notwendig gemacht, ein neues ethisches System zu schaffen. Hierauf habe Mohammed mit seiner neuen Religion eine Antwort gegeben. Der Widerlegung dieser Auffassung widmete Patricia Crone ihr Buch Meccan Trade and the Rise of Islam. Sie versuchte nachzuweisen, dass Watts Vorstellung von Mekka als internationalem Handelszentrum auf keiner gesicherten Grundlage steht. Hierbei hinterfragte sie unter anderem Watts These, wonach  die Mekkaner bei den sogenannten Fidschār-Kriegen um 590 die Lachmiden besiegten und dadurch die Möglichkeit bekamen, die Karawanenrouten in den Irak zu kontrollieren. Crone wies darauf hin, dass sich aus den arabischen Quellen über diese Kriege kein Sieg der Mekkaner ableiten lässt und somit Watts These hinfällig ist. Außerdem betonte sie, dass Mohammed mit seiner Botschaft erst in Medina Erfolg gehabt habe, während er in Mekka nur auf geringe Akzeptanz gestoßen war. Eine echte soziale Krise, wie sie Watt für das Mekka des frühen 7. Jahrhunderts diagnostiziert hatte, lässt sich ihrer Auffassung nach weder aus dem Koran noch aus außer-koranischen Texten ableiten.

## Schriften
- Muhammad at Mecca. Clarendon Press, Oxford 1953.
- Muhammad at Medina. Clarendon Press, Oxford 1956. Digitalisat
- Muhammad. Prophet and Statesman. Oxford University Press, London u. a. 1961.
- The Rāfiḍites: a preliminary study. In: Oriens. Bd. 16, 1963, S. 110–121, doi:10.2307/1580257.
- A History of Islamic Spain (= Islamic Surveys. 4, ZDB-ID 847318-3). Edinburgh University Press, Edinburgh 1965.
- Islamic Political Thought. The Basic Concepts. (= Islamic Surveys. 6). Edinburgh University Press, Edinburgh 1968, ISBN 0-85224-032-5.
- The Influence of Islam on Medieval Europe (= Islamic Surveys. 9). Edinburgh University Press, Edinburgh 1972, ISBN 0-85224-218-2 (In deutscher Sprache: Der Einfluß des Islam auf das europäische Mittelalter (= Kleine kulturwissenschaftliche Bibliothek. 4). Wagenbach, Berlin 1988, ISBN 3-8031-5104-X).
- The Formative Period of Islamic Thought. Edinburgh University Press, Edinburgh 1973, ISBN 0-85224-245-X (In deutscher Sprache in: W. Montgomery Watt, Michael Marmura: Der Islam. II: Politische Entwicklungen und theologische Konzepte (= Die Religionen der Menschheit. 25, 2). Kohlhammer, Stuttgart u. a. 1985, ISBN 3-17-005707-3).
- A Short History of Islam. Oneworld, Oxford 1996, ISBN 1-85168-109-4 (In deutscher Sprache: Kurze Geschichte des Islam (= Wagenbachs Taschenbücherei. 454). Wagenbach, Berlin 2002, ISBN 3-8031-2454-9).